# Ruthin
Ruthin (Rhuthun en gallois) est une ville du pays de Galles. Chef-lieu du comté de Denbighshire, elle est située dans le Dyffryn Clwyd, la vallée du fleuve Clwyd. Au moment du recensement de 2011, elle comptait 5 461 habitants.

## Histoire
La ville de Ruthin s'est développée à partir de la fin du XIIIe siècle autour du château de Ruthin (en), dont la construction débute en 1277 sous l'autorité de Dafydd ap Gruffydd, le frère du prince Llywelyn ap Gruffudd. Après la révolte de Dafydd, le roi Édouard Ier confie en 1282 le château et la région alentour à l'un de ses barons, Reginald de Grey (en), qui fonde la lignée des barons Grey de Ruthyn (en). C'est une querelle entre le troisième baron et son voisin Owain Glyndŵr qui donne lieu à la révolte des Gallois.
La construction de l'église paroissiale de Ruthin, dédiée à saint Pierre, remonte au début du XIVe siècle.
La prison de Ruthin, fondée au milieu du XVIIe siècle et reconstruite au milieu du XIXe siècle sur le modèle des prisons de Pentonville, a fermé en 1916. Les bâtiments ont été reconvertis en musée, ouvert au public depuis 2004.

## Jumelages
- Briec (France)

## Personnalités liées à la commune
- Marie-Thérèse Olivia Hochberg Von Pless est née au château de Ruthin en 1873